# Thaís (voleibolista)
Thaís David Barbosa (Inhumas, 3 de fevereiro de 1980) é uma voleibolista indoor brasileira, atuante na posição  de Ponteira-Passadora  foi bicampeã mundial pela Seleção Brasileira, a primeira conquista foi no Campeonato Mundial Infanto-juvenil em 1997 na China e a segundo tento deu-se no Campeonato Mundial Juvenil de 1999 no Canadá e em 2009 representou a seleção brasileira na Copa Final Four e conquistou o ouro.Em clubes foi bicampeã do Campeonato Sul-Americano de  Clubes de 2009, e 2010, ambas edições no Peru, e de prata no Campeonato Mundial de Clubes no mesmo ano, este sediado no Qatar.

## Carreira
Thaís mesmo jovem disputou sua primeira Superliga Brasileira A pelo Marco XX/Estrela/ Divinópolis , atuando como central e conquistou o título do Campeonato Mineiro de 1996 e na Superliga brasileira a 1996-97 encerrou na pitava posição da Superliga correspondente e na temporadas seguinte repetiu o mesmo feito na Superliga Brasileira A 1997-98.
Recebeu convocação em 1997 para Seleção Brasileira e a representou no Campeonato Mundial Infanto-juvenil realizado em Chiang Mai-China, quando conquistou o ouro para país.Representou a Seleção Brasileira também na categoria juvenil, conquistando a medalha de ouro no Campeonato Mundial desta categoria no ano de 1999 realizado em Saskatoon-Canadá .
Na jornada esportiva de 1998-99 compos a equipe do BCN/Osasco e conquistou o título do Campeonato Paulista de 1998 mas não encontrou espaço na equipe na Superliga Brasileira A por não ter espaço diante do plantel deste clube ser mais experiente, levando a transferir-se para o Petrobrás/Macaé na temporada 1999-00  encerrando na  sexta posição na Superliga referente.Em 2000  transferiu-se para o Rexona/Ades e foi submetida a uma cirurgia no joelho esquerdo e após restabelecimento disputou a Superliga Brasileira A 2000-01 na qual avançou as finais novamente, mas após eliminação nas semifinais, encerrou com sua equipe na quarta posição.
Na temporada 2001-02 disputou a Liga A2 Italiana pelo Carifac Fabriano .Nas competições de 2003-04 defendeu  o Açúcar União/São Caetano na temporada seguinte e disputou o Campeonato Paulista de 2003  cujo técnico era o William Carvalho  conquistando o vice-campeonato e disputou a Superliga Brasileira A 2003-04 encerrando por este clube na quinta posição.
Jogou no Brasil Telecom  por duas temporadas, conquistando a sexta posição da Superliga Brasileira A 2004-05. Representou em Minas Gerais a Seleção Paulista na categoria juvenil no Campeonato Brasileiro de Seleções em 2005, quando conquistou o ouro. Também foi campeã dos Jogos Abertos do Interior.Em sua última temporada pelo Brasil Telecom repetiu a mesma posição obtida na edição anterior da Superliga Brasileira A.
Transferiu-se para o Fiat/Minas e competiu no período esportivo 2006-07, conquistando o bronze na edição correspondente a tal temporada da Superliga Brasileira A.Renovou com o clube mineiro na temporada 2007-08 e seu clube representou a cidade de Resende—Rio de Janeiro no Campeonato Carioca de 2007, Thaís estava na conquista do vice-campeonato carioca e conquistou o bronze na edição do Salonpas Cup neste mesmo ano, tal torneio realizado em São Paulo, também neste ano conquistou o bronze na edição da Copa Brasil  e encerrou  na sexta posição  edição da Superliga Brasileira A 2007-08.
Outro clube que defendeu foi a equipe do  São Caetano/Blausiegel na temporada 2008-09, conquistando o vice-campeonato da Copa Brasil de 2008 e por este clube disputou  Superliga Brasileira A 2008-09 quando obteve a terceira colocação na edição.
Recebeu convocação para seleção brasileira adulta em 2009 para os treinamentos em preparação da Copa Final Four e do Campeonato Sul-Americano, ambas edições no mesmo ano da referida convocação participou do grupo que conquistou a medalha de ouro na Copa Final Four realizada em Lima-Peru.Thaís é contratada pelo  Sollys/Osasco na jornada esportiva 2009-10, sendo vice-campeã paulista em 2009, disputou o  Campeonato Sul-Americano de Clubes também neste mesmo ano, cuja sede deu-se em Lima, no Peru, ocasião que foi medalhista de ouro na edição.Ainda em 2009 disputou a Copa Banco BMG em Recife-Pernambuco e conquistou o outro do torneio e conquistou o título da Superliga Brasileira A 2009-10, o primeiro de sua carreira .
Pelo Solly/Osasco disputou o Campeonato Sul-Americano de Clubes de 2010, este sediado em Lima, no Peru, quando conquistou o bicampeonato consecutivo na competição e a qualificação para o Campeonato Mundial de Clubes no mesmo ano e eleita a Melhor Defensora da edição, e neste mesmo ano foi bronze no Campeonato Paulista de 2010.
Disputou em 2010 a referida edição do Mundial de Clubes realizado em Doha-Qatar e contribuiu na conquistou a medalha de prata na edição , individualmente figurou entre as melhores co campeonato, ocupando a vigésima sétima posição entre as pontuadoras sendo a vigésima segunda com melhor bloqueio ocupou também a vigésima quinta posição entre as atletas de melhor saque e a vigésima terceira colocação  entre as de melhor defesa.Defendeu o Sollys/Osasco  na Superliga Brasileira A 2010-11 quando avançou a grande final mais uma vez, mas terminou com o vice-campeonato da edição.
Thaís novamente passa a atuar no voleibol italiano e jogou pelo Puntotel Sala Consilina na temporada 2011-12, disputando a Liga A2 Italiana e encerrou na décima segunda colocação final, não classificando sua equipe as finais. Retornou ao Brasil na temporada seguinte e é contratada pelo Usiminas/Minas conquistou o título dos Jogos de Minas em 2013 e pela Superliga Brasileira A 2012-13 encerrou em sétimo lugar após eliminação nas quartas de final.Na temporada 2013-14 foi contratada pelo Barueri e encerrou na nona colocação na Superliga Brasileira A correspondente a esta temporada

## Títulos e Resultados
- 2013-14– 9º Lugar da Superliga Brasileira A[32]
- 2012-13– 7º Lugar da Superliga Brasileira A[14]
- 2012-Campeã dos Jogos de Minas[14]
- 2011-12-12º lugar do Liga A2 Italiana[30]
- 2010-11– Vice-campeã da Superliga Brasileira A[3]
- 2010-3º Lugar do Campeonato Paulista
- 2009-10– Campeã da Superliga Brasileira A[3]
- 2009-Campeã da Copa Banco BMG[21]
- 2009-Vice-campeã do Campeonato Paulista[19]
- 2008-09– 3º Lugar da Superliga Brasileira A[17]
- 2008-Vice-campeã da Copa Brasil[3][15]
- 2007-08– 6º Lugar da Superliga Brasileira A[3][14]
- 2007-3º Lugar da  Copa Brasil[14]
- 2007-Vice-campeã do Campeonato Carioca de Voleibol Feminino[3]
- 2006-07– 3º Lugar da Superliga Brasileira A
- 2005-06– 6º Lugar da Superliga Brasileira A[6]
- 2005- Campeã do  Jogos Abertos do Interior de São Paulo[3].
- 2005-Campeã do Campeonato Brasileiro de Seleções (Juvenil)[3].
- 2004-05– 6º Lugar da Superliga Brasileira A[1]
- 2003-04– 5º Lugar da Superliga Brasileira A[6]
- 2001-02-13º lugar do Liga A2 Italiana[8]
- 2000-01– 4º Lugar da Superliga Brasileira A[6]
- 1999-00– 6º Lugar da Superliga Brasileira A[6]
- 1998-99– 5º Lugar da Superliga Brasileira A[6]
- 1998-Campeã do Campeonato Paulista [4]
- 1997-98– 8º Lugar da Superliga Brasileira A[6]
- 1996-97– 8º Lugar da Superliga Brasileira A[6]
- 1996-Campeã do Campeonato Mineiro[4]

## Premiações Individuais
- Melhor Defesa  do Campeonato Sul-Americano de Clubes de 2010

## Ligações Externas
- Profile Thaís Barbosa (en)
- Perfil Thais Barbosa